# 发票
发票，是指经济活动中，由出售方向购买方签发的文本，内容包括向购买者提供产品或服务的名称、品質、协议价格。除了预付款以外，发票必须具备的要素是根据议定条件由购买方向出售方付款，必须包含日期和数量，是会计账务的重要凭证。发票也通常称为付款单。為內部審計及核數，每一張發票必須有獨一無二的流水賬號碼，防止發票重複或跳號。

## 中文的发票
中文中的“發票”一词最早源于明朝，指皇帝代擬的奏章朱批。经济活动中的“发票”于清朝中晚期随着跨地域采购、销售行为的增长而出现，源于“书契”，是商户记录其商品买卖、发货、销售的一个凭证，由毛笔在空白纸直接开具。1920、1930年代中国广东、上海、北平、东北等地出现了预印有交易明细的表格式发票，是受到西方影响的结果。当时民国政府规定，任何交易均需开具发票，而发票背面均需张贴印花税票以便政府征税。
中华人民共和国成立后，国家税务总局于1951年加强了对发票的全面管理，由商户或同业公会管理转变为由税务机关管理；同时推行表格式发票为主体，定额发票、限额发票、剪贴发票为辅的统一发票。
目前在中国大陆，付款单、收款收据在民间有时也被统称为发票。當局的会计制度规定有效的购买产品或服务的发票称为税务发票。政府部门收费、征款的凭证各个时期和不同收费征款项目称呼不一样，但多被统称为行政事业收费收款收据。税务发票中也分別有普通發票及專用發票兩種，除紙質發票外還有電子發票，二者效力相同。
在台湾的中華民國政府于1951年在臺灣省推行統一發票，1960年推进至金門、馬祖。台湾在日治时期使用的付款凭证名称有「領收證」、「領收書」等。
在香港、新加坡和澳门，發票对应英文的invoice和葡萄牙文的factura，由公司自行印制并经公司法人签字/盖章生效。